# Район 2 (Цюрих)
Округ 2 (Крайс II) — городской округ города Цюрих, расположенный на левом берегу Цюрихского озера. В него входят районы Энге, Воллисхофен и Леймбах, которые были включены в состав города в 1893 году.
Железнодорожный вокзал Энге из гранита Тичино, музей Ритберга с парком перед ним, а также морской курорт Энге и Rote Fabrik придают этой части города средиземноморский колорит.

## История
Район 2 был создан в составе первого муниципального объединения в 1893 году как второй городской округ. С момента своего создания в него вошли ранее независимые муниципалитеты Энге и Воллисхофен. Недавно был создан район Леймбах, в который вошли деревни Унтерлеймбах и Миттельеймбах, ранее принадлежавшие муниципалитету Энге. Деревня Оберлеймбах, которая раньше принадлежала муниципалитету Воллисхофен, не была включена, а передана муниципалитету Адлисвиль, которому она принадлежит и сегодня.
В 1913 году прошел пересмотр городских округов, который в данном случае не привел к изменению площади, района, но для нумерации стали использоваться арабские цифры — с тех пор округ стал писаться как Округ 2.
Во втором округе расположены многие достопримечательности, в том числе Rote Fabrik.